# Чоловічі зв'язки

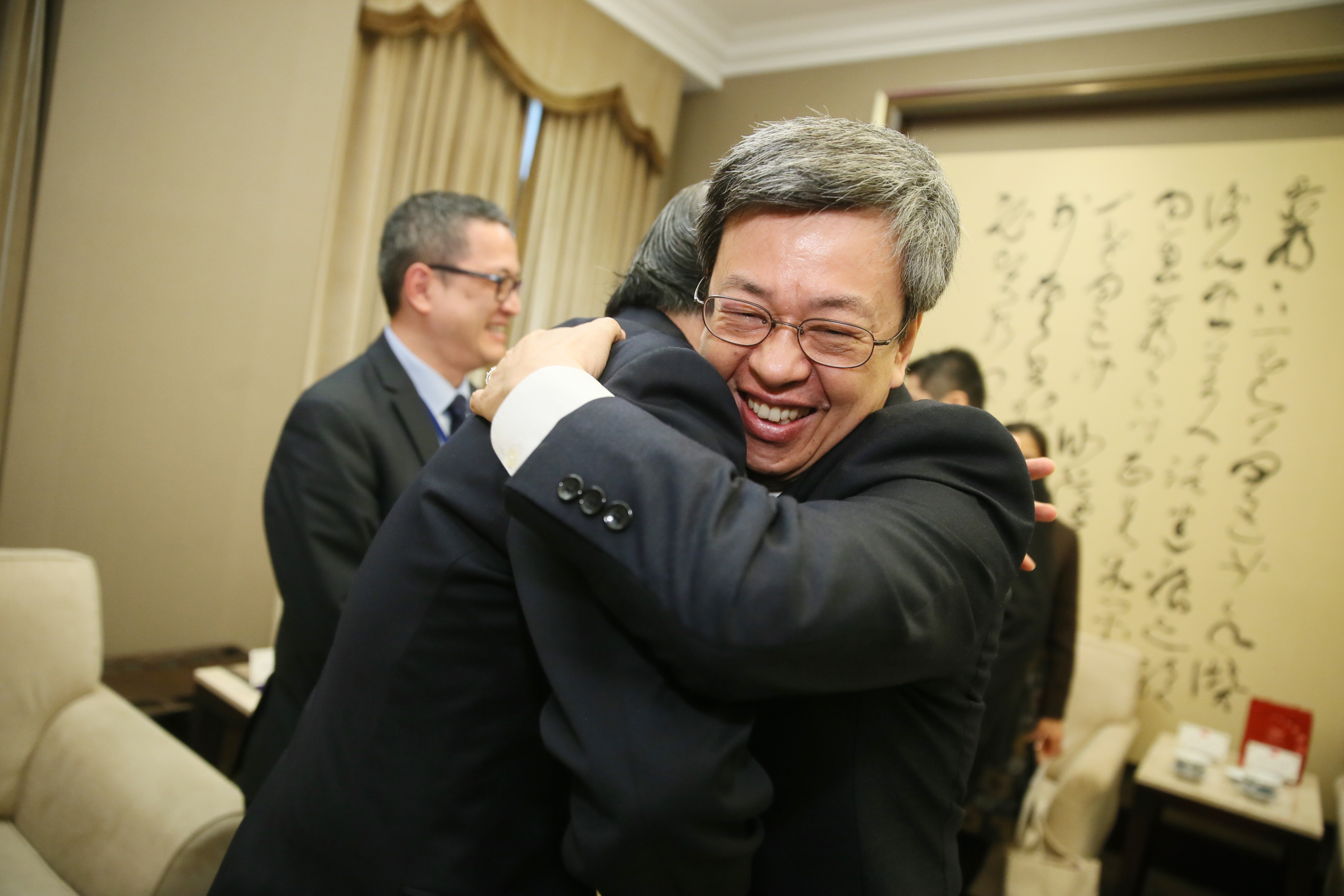
Віцепрезидент Чень Цзяньжень обіймається з доктором Енді Ши, Тайвань, 2017

В етології та соціальних науках чоловічі зв’язки або чоловіча дружба — це формування тісних особистих стосунків і моделей дружби чи співпраці між чоловіками.

## Опис
У контексті людських стосунків чоловічий зв’язок використовується для опису дружби між чоловіками або способу, в який чоловіки стають друзями один одному. Вираз іноді використовується як синонім слова товариство. Вперше цей термін був помітно використаний антропологом Ліонелем Тайгером у книзі «Людинах у групах» (1969; 2004).
Чоловічий зв'язок може відбуватися в різних місцях через спільну діяльність або навіть просто розмови.

## Подальше читання
- Brehm, S.S., Miller, R.S., Perlman, D. & Campbell, S.M. (1992). Intimate relationships. Third edition, chapter 7: paragraph about "gender differences in same-sex friendships", pp. 212–213.
- Fanning, Patrick & McKay, Matthew. (1993). Being a friend: Making and keeping male friends. In Being a man: A guide to the new masculinity (pp. 108–125). Oakland, California: New Harbinger Publications, Inc.
- Garfinkel, Perry. (1992). "In a man's world: Father, son, brother, friend, and other roles men play." Berkeley, California: Ten Speed Press.
- Miller, Stuart. (1986). "Men & friendship." Bath, England: Gateway Books.
- Nardi, Peter. (1999). Gay Men's Friendships: Invincible Communities. U. of Chicago Press.
- Nardi, Peter. (1992). "Men's friendships" (Research on men and masculinities series). Newbury Park, California: Sage Publications.
- Pasick, Robert S. (1990). Friendship between men. In Meth, Richard L., Pasick, Robert S., et al., Men in therapy: The challenge of change (pp. 108–127). New York: The Guilford Press.
- Pasick, Robert S. (1992). Staying awake: The importance of friendship. In Awakening from the deep sleep: A powerful guide for courageous men (pp. 222–244). San Francisco, California: HarperSanFrancisco (A division of HarperCollins, Publishers).
- Wrangham, R. & Peterson, D. (1996). Demonic Males: Apes and the Origins of Human Violence. London: Bloomsbury Publishing.
- Lionel Tiger, Men in Groups, Random House 1969; Transaction, 2004
- Potvin, John. (2008) Material and Visual Cultures Beyond Male Bonding, 1870–1914. Hampshire, England, Ashgate Publishing Limited